# Omphalestra homomelaena
Omphalestra homomelaena là một loài bướm đêm trong họ Noctuidae.